# Feitoria de Cabo Frio
La Feitoria de Cabo Frio fue un puesto comercial ubicado en el actual municipio de Cabo Frio, Brasil. Fue establecida por Américo Vespucio a inicios del siglo XVI y duro algunos pocos años ya que en 1516, Cristóvão Jaques encontró el establecimiento abandonado siendo que los exploradores se fueron hacia la feitoria de la bahía de Guanabara.